# Georges Rouget

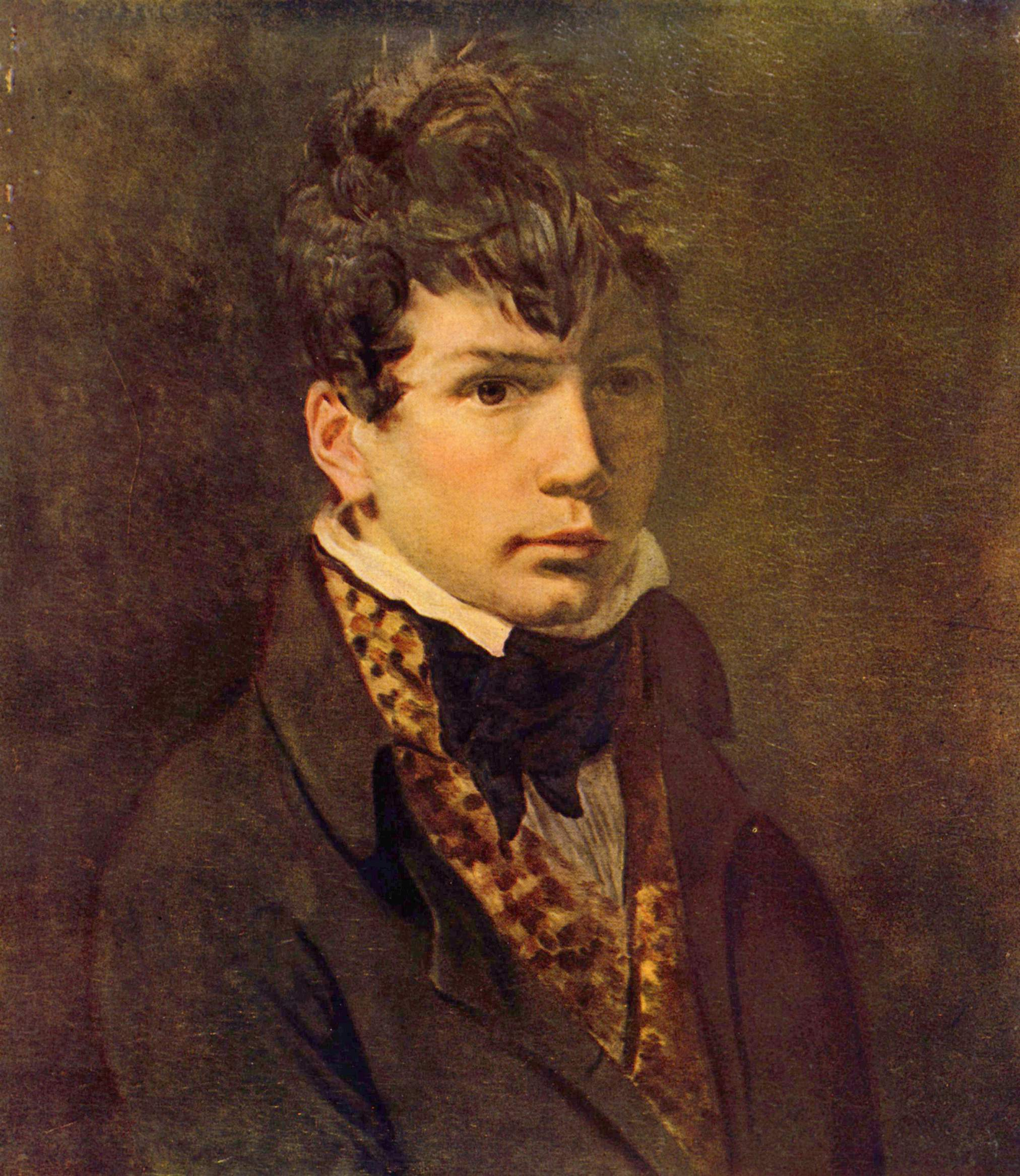
Georges Rouget

Georges Rouget (n. 26 august 1783, Paris, Regatul Franței – d. 9 aprilie 1869, Paris, Franța) a fost un pictor neoclasic francez. A imortalizat diverse scene din istoria Franței.

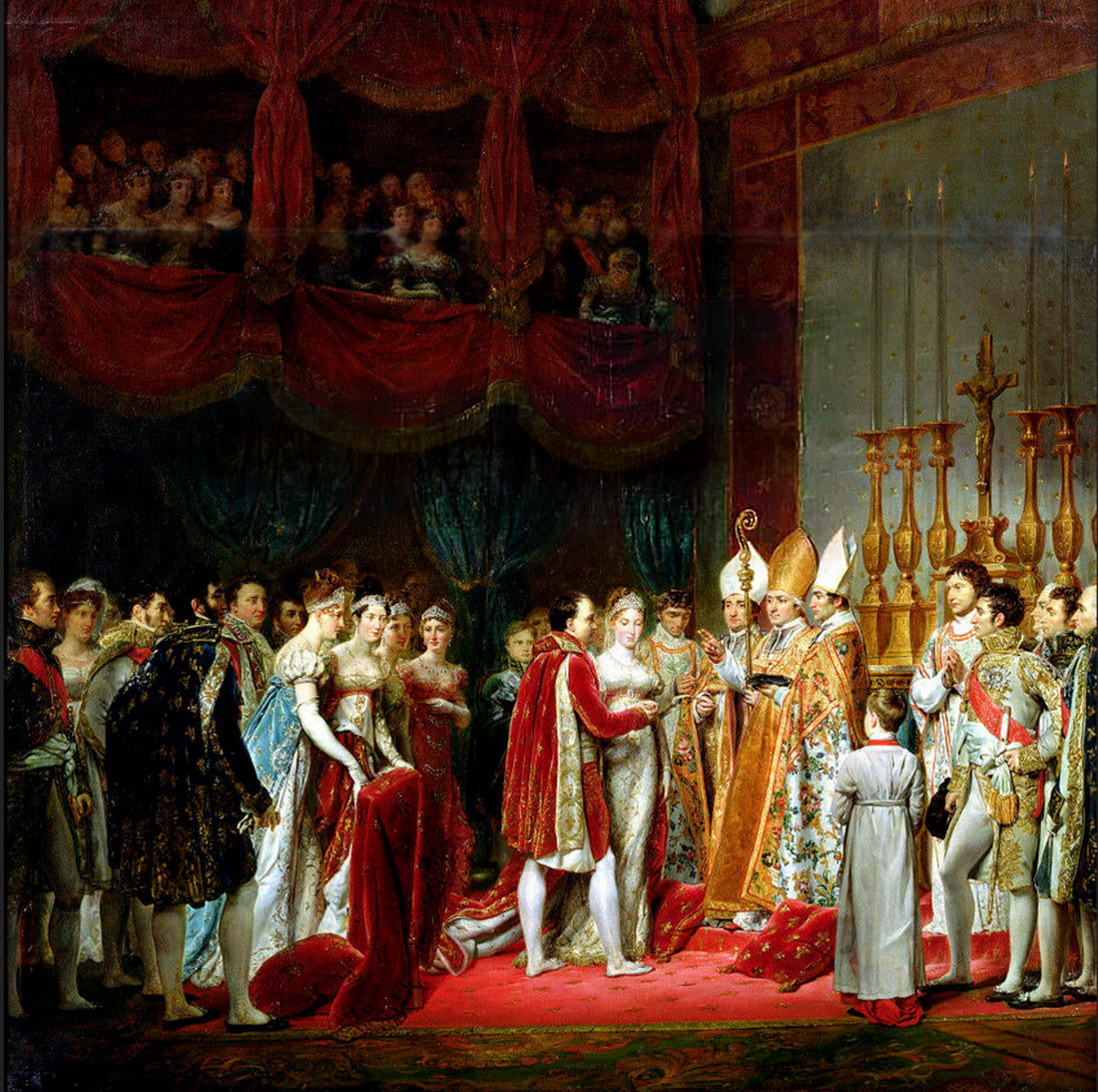
Căsătoria lui Napoleon cu Marie-Louise.